# San Pedro Yepocapa
San Pedro Yepocapa, Yepocapa – miasto w południowej Gwatemali,  w departamencie Chimaltenango, leżące w odległości 41 km na południowy zachód od stolicy departamentu w centralnej części Sierra Madre de Chiapas. Miejscowość leży u podnóża kompleksu wulkanicznego La Horqueta. Kompleks tworzą Volcán de Fuego (3763 m) oraz Acatenango (3976 m).
Miasto jest siedzibą władz gminy Yepocapa, która w 2012 roku liczyła 31 296 mieszkańców. Jest jedna z większych gmin w departamencie, a jej powierzchnia obejmuje 217 km².